# Amt Breitenburg
Amt Breitenburg er et amt i det nordlige Tyskland, beliggende under Kreis Steinburg øst for Itzehoe. Kreis Steinburg ligger i delstaten Slesvig-Holsten. Administrationen ligger i byen Breitenburg.

## Kommuner i amtet
| 1. Auufer 2. Breitenberg 3. Breitenburg 4. Kollmoor | 1. Kronsmoor 2. Lägerdorf 3. Moordiek 4. Münsterdorf | 1. Oelixdorf 2. Westermoor 3. Wittenbergen |

## Historie
Amtet blev oprettet 1. april 1948 af de ni kommuner Breitenberg, Breitenburg, Kollmoor, Kronsmoor, Moordiek, Moordorf, Münsterdorf, Oelixdorf og Westermoor. Den tidligere amtsfrie kommunen Lägerdorf blev optaget i 2003 , og i 2008 indtrådte kommunerne Auufer og Wittenbergen, der tidligere hørte under Amt Kellinghusen-Land. Kommunen Moordorf blev i 2008 indlemmet i Westermoor.

## Eksterne kilder og henvisninger
- Amt Breitenburg